# Референдум в Испании (1947)
Референдум о Законе о правопреемстве главы государства состоялся 6 июля 1947 года в Испании, став первым избирательным процессом, проведённым после победы франкистов в Гражданской войне и установления диктатуры Франсиско Франко. Закон о правопреемстве главы государства должен был обеспечить восстановление испанской монархии, однако он также назначал Франко пожизненным главой государства — или до его отставки — с правом выбора своего преемника, короля или регента, и формального восстановления Королевства Испании.
Согласно официальным отчётам, законопроект был одобрен 93 % проголосовавших. Однако референдум проходил в условиях, лишённых гарантий, где любые инакомыслящие голоса заглушались кампанией «за», а избирателей принуждали, требуя от работников предприятий справки о голосовании.